# كستناء الحصان

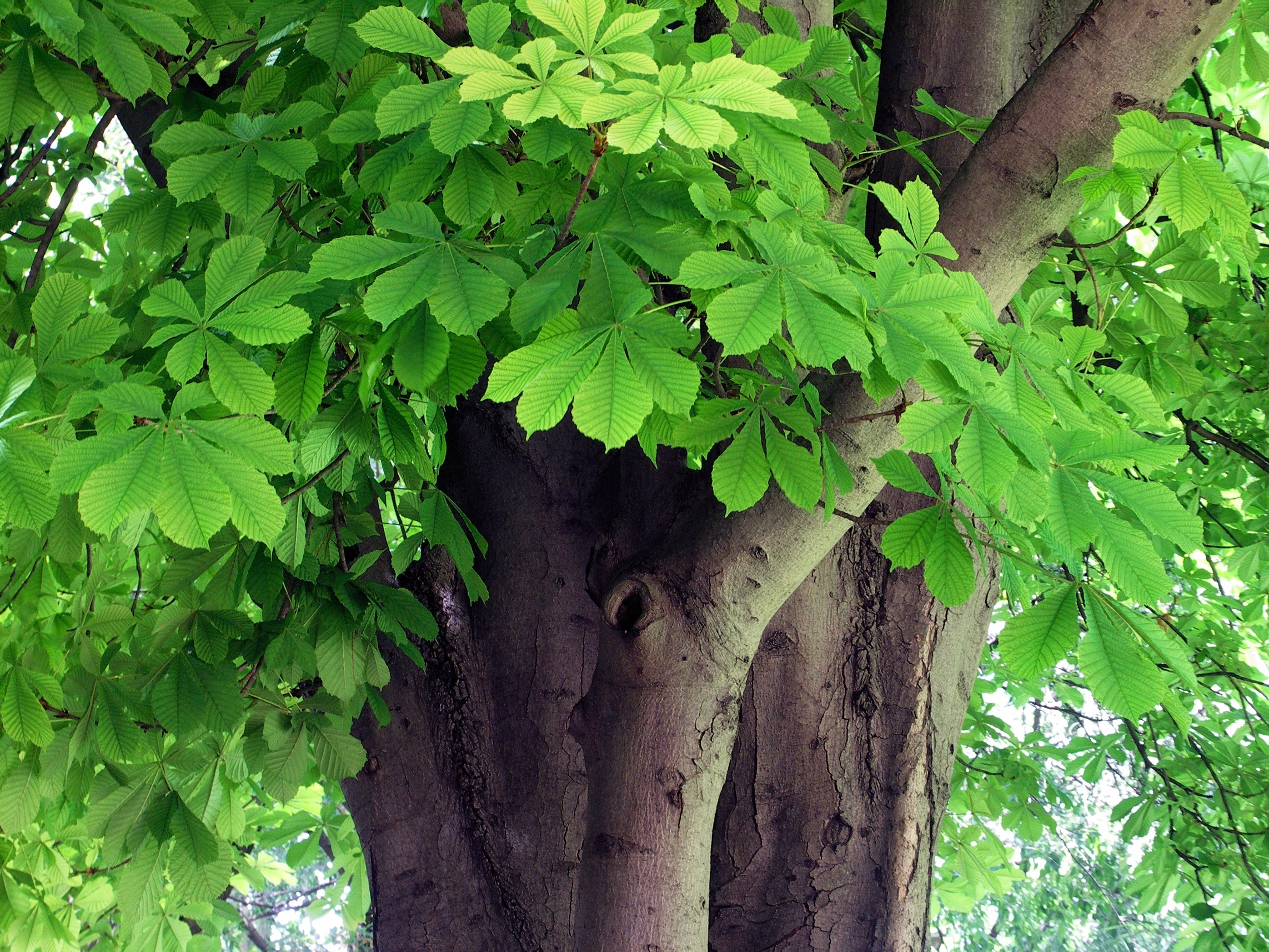
الجذع والأوراق

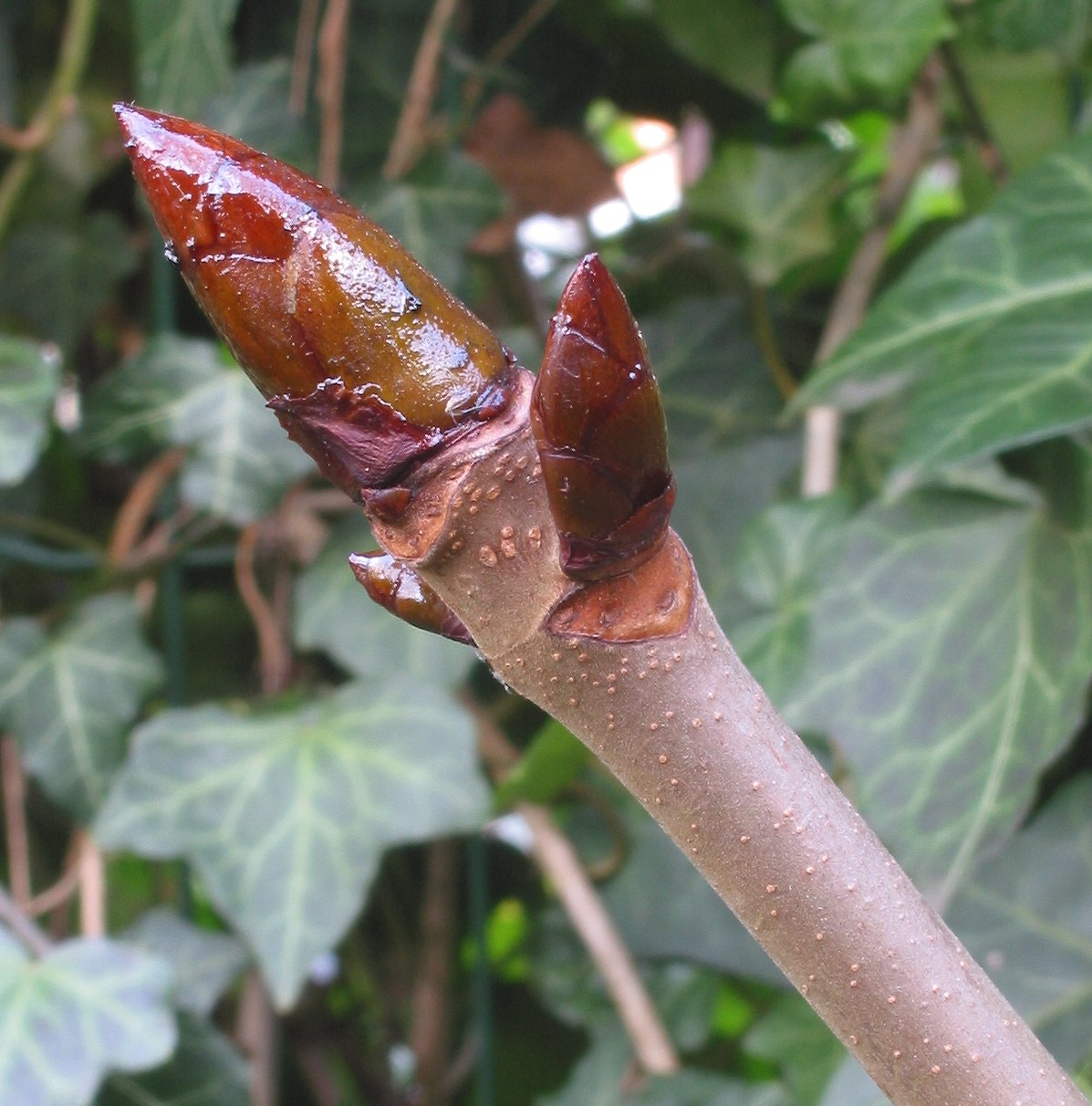
البراعم

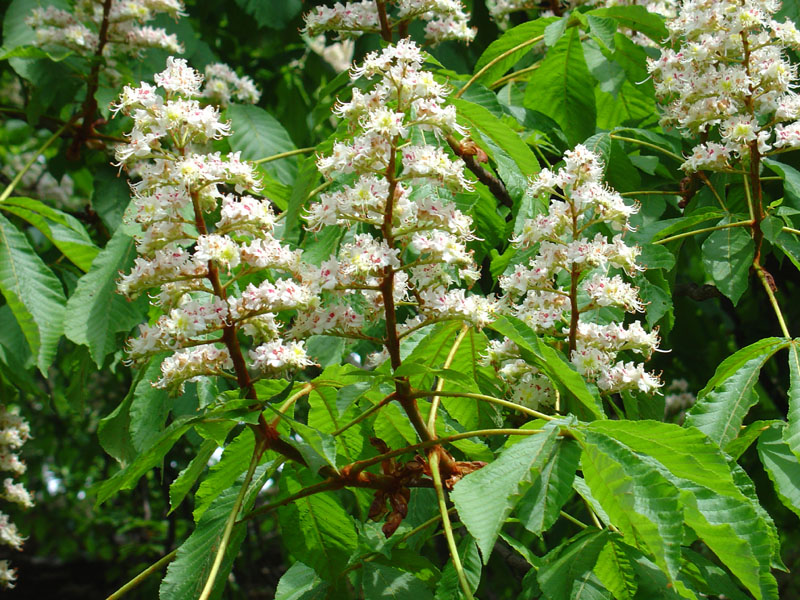
أزهار كستناء الحصان

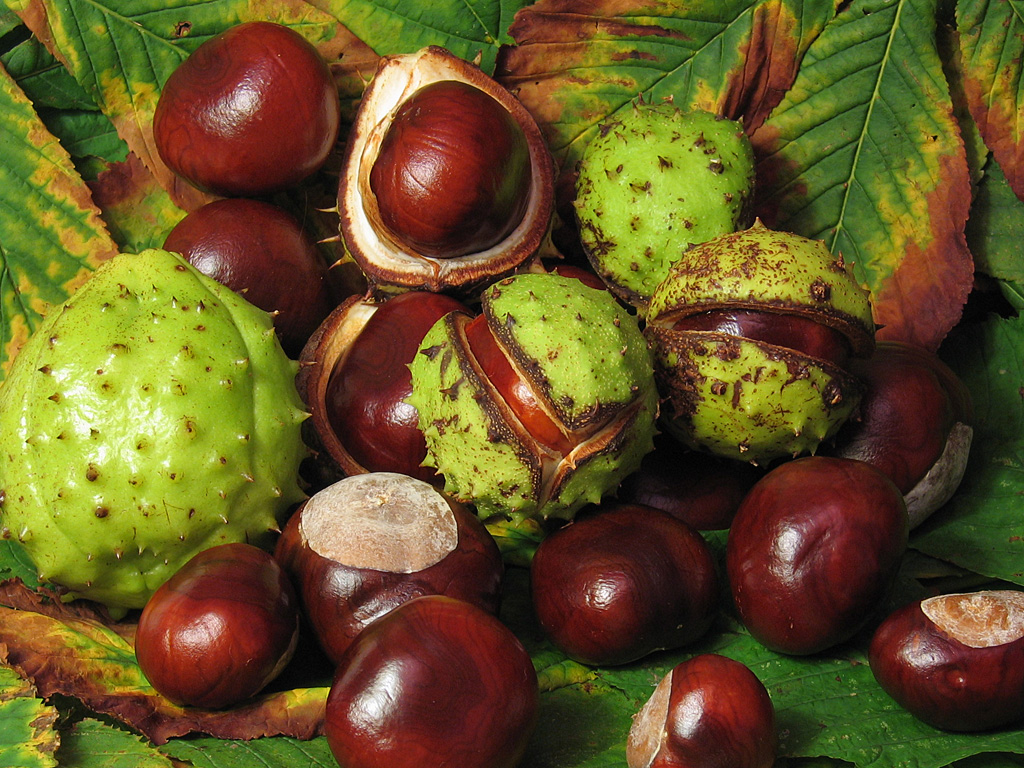
ثمار كستناء الحصان

كستناء الحصان أو كَسْتَنَةُ الخَيل أو كَسْتَنَةُ الهِنْد أو قسطل الفرس أو الكستناء الهندي أو القسطل الهندي أو قسطلة الحصان أو القندليالمبذول أو كستناء الجبل أو أبو فروة أو کستنا الهند أو بلوط بري (الاسم العلمي: Aesculus hippocastanum) شجرة متساقطة الأوراق موطنها الأصلي منطقة صغيرة في جبال البلقان في جنوب شرق أوروبا، وخاصة في شمال شرق اليونان وأيضا في كل من ألبانيا وجمهورية مقدونيا اليوغوسلافية السابقة. وزرعت على نطاق واسع في المناطق المعتدلة من العالم.
تنمو إلى أن تصل إلى 36 مترا طولا، قبية الشكل من أعلى ذال أغصان غليظة، الأشجار الكبيرة أغصانها الخارجية في أغلب الأحيان معلقة بنقاط مجعدة. على العكس المركبة أوراقها ذات التعرق الراحي مع 5-7 الوريقات، طول كل منها 10-25 سم جاعلات عرض كل ورقة يصل إلى 50 سم منهم 20 سم للسويقات. أزهارها بيضاء عادة مع البقعة الحمراء الصغيرة، تزهر في الربيع في على شكل عناقيد قائمة طولها 10-20 سم تقريبا مع 20-50 زهرة على كل عنقود زهري. عادة ينتج كل عنقود زهري 1-5 ثمار فقط؛ وهي ثمرة خضراء طرية شوكية عليبية تحتوي جوزة واحدة (نادرا اثنين أو ثلاثة) تشبه البذور تسمى كستناء الحصان Horse-chestnut. كل كستناءة قطرها 2-4 سم صقيلة نية القشرة مع ندبة مبيضة في القاعدة.

## معرض صور

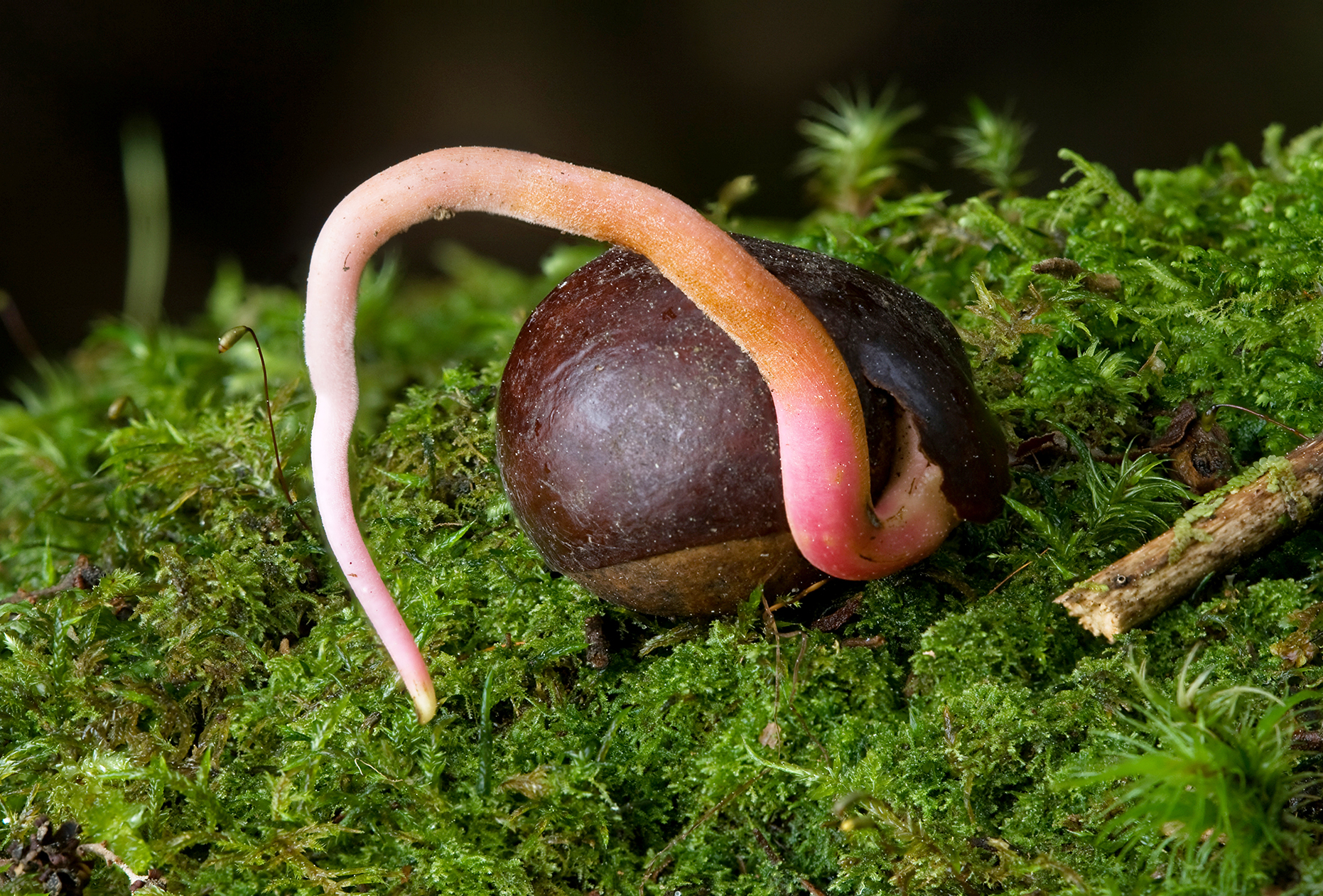
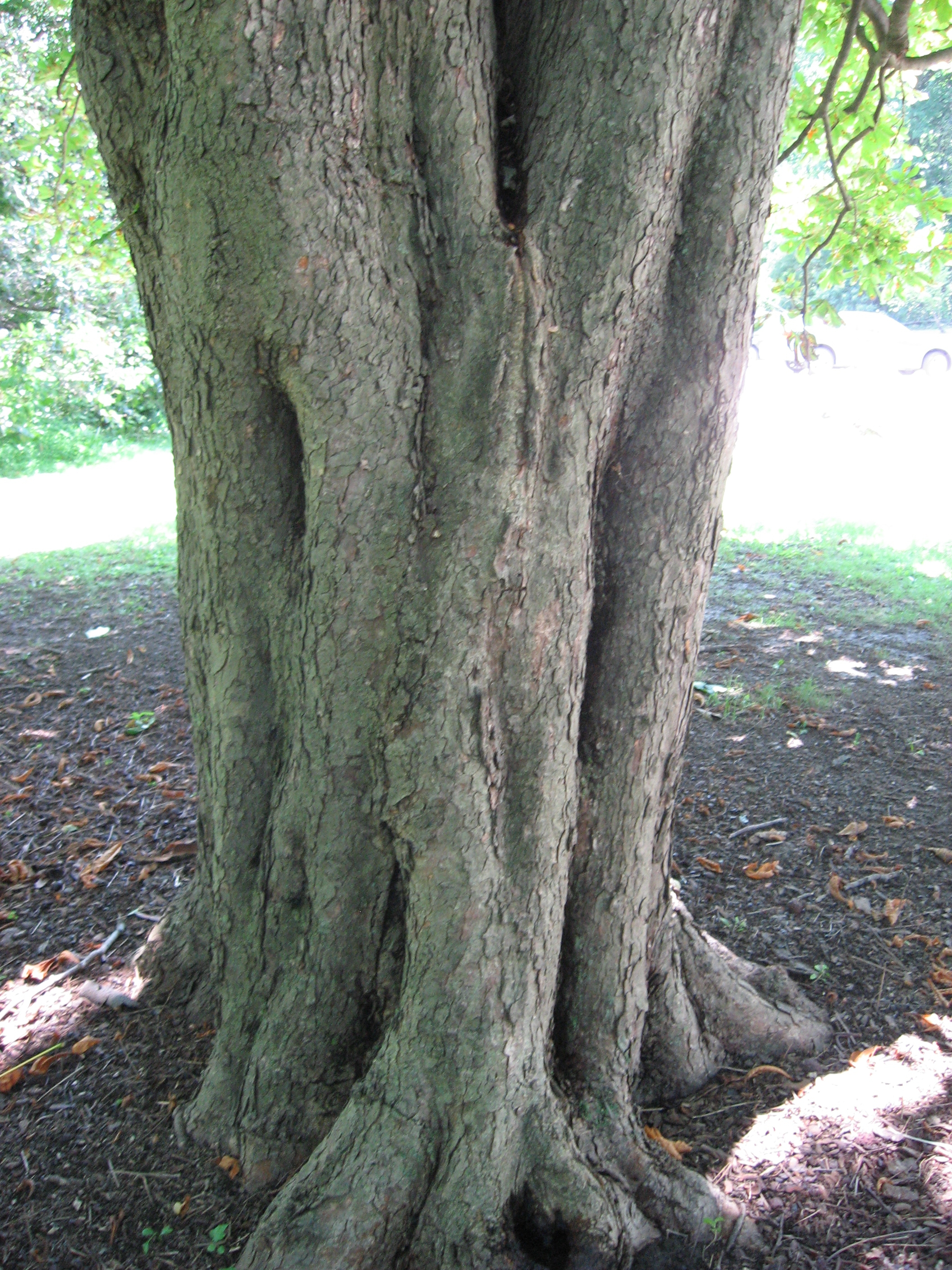
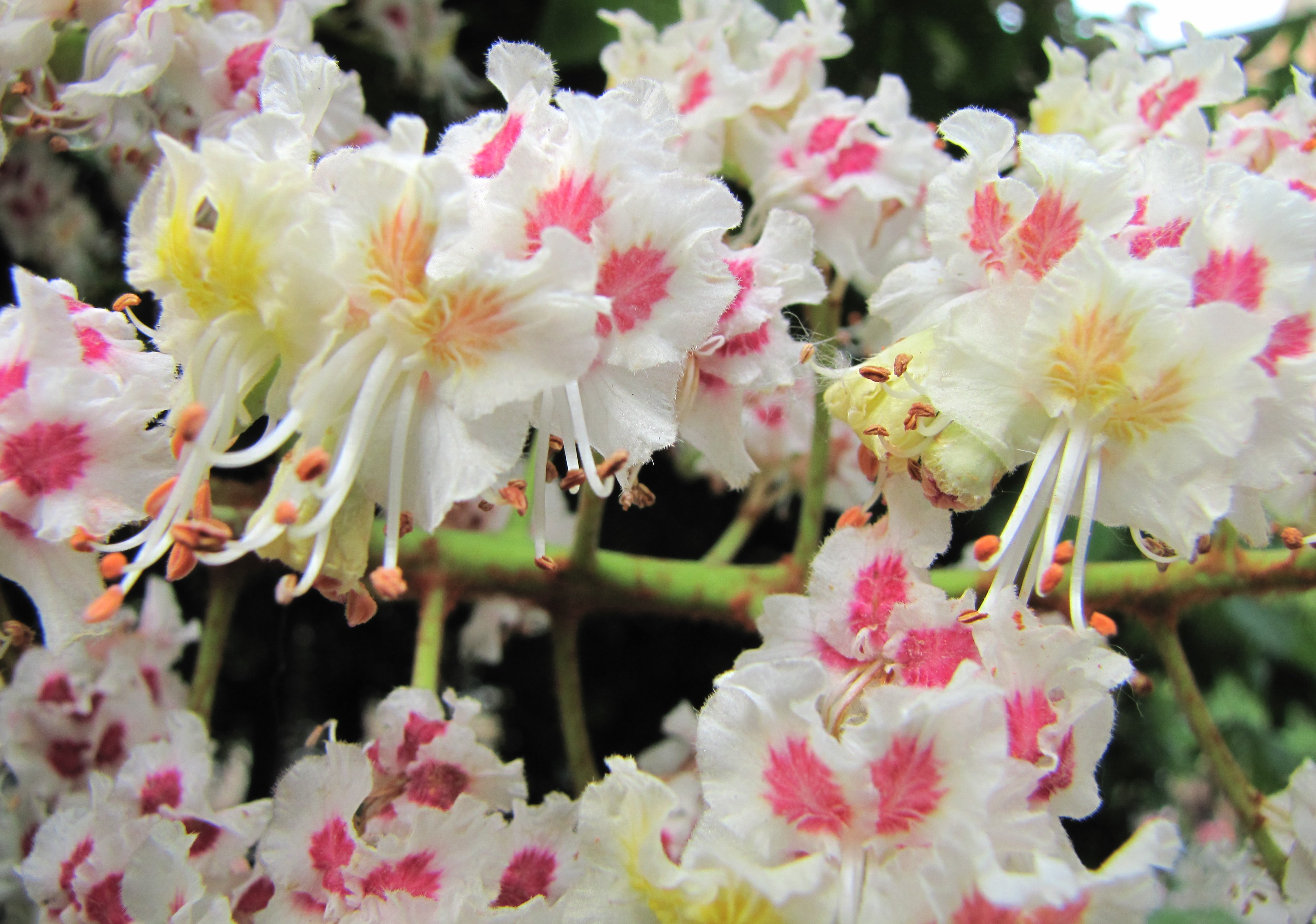